# Nuncjatura Apostolska w Kongu
Nuncjatura Apostolska w Kongu – misja dyplomatyczna Stolicy Apostolskiej w Republice Konga. Siedziba nuncjusza apostolskiego mieści się w Brazzaville.
Nuncjusz apostolski w Republice Konga akredytowany jest również w Republice Gabońskiej.

## Historia
W 1970 papież Paweł VI utworzył Delegaturę Apostolską w Kongu. W 1978 została ona podniesiona do rangi nuncjatury apostolskiej. 

## Przedstawiciele papiescy w Kongu

### Delegaci apostolscy
- abp Mario Tagliaferri (1970 - 1975) Włoch; pronuncjusz apostolski w Republice Środkowoafrykańskiej
- abp Oriano Quilici (1975 - 1978) Włoch; pronuncjusz apostolski w Republice Środkowoafrykańskiej

### Nuncjusze apostolscy
w latach 1978 - 1992 z tytułem pronuncjusza
- abp Oriano Quilici (1978 - 1981) Włoch; pronuncjusz apostolski w Republice Środkowoafrykańskiej
- abp John Bulaitis (1981 - 1987) Anglik; pronuncjusz apostolski w Republice Środkowoafrykańskiej
- abp Beniamino Stella (1987 - 1992) Włoch; pronuncjusz apostolski w Republice Środkowoafrykańskiej
- abp Diego Causero (1993 - 1995) Włoch; nuncjusz apostolski w Republice Środkowoafrykańskiej
- abp Luigi Pezzuto (1996 - 1999) Włoch; także nuncjusz apostolski w Gabonie
- abp Mario Roberto Cassari (1999 - 2004) Włoch; także nuncjusz apostolski w Gabonie
- abp Andrés Carrascosa Coso (2004 - 2009) Hiszpan; także nuncjusz apostolski w Gabonie
- abp Jan Pawłowski (2009 - 2015) Polak; także nuncjusz apostolski w Gabonie
- abp Francisco Escalante Molina (2016 - 2021) Wenezuelczyk; także nuncjusz apostolski w Gabonie
- abp Javier Herrera Corona (od 2022) Meksykanin; także nuncjusz apostolski w v